# Cyclopia dregeana
Cyclopia dregeana är en ärtväxtart som beskrevs av Pauline Kies. Cyclopia dregeana ingår i släktet Cyclopia, och familjen ärtväxter. Inga underarter finns listade i Catalogue of Life.